# 第49回ダヴィッド・ディ・ドナテッロ賞
第49回ダヴィッド・ディ・ドナテッロ賞（だい49かいダヴィッド・ディ・ドナテッロしょう）の授賞式は、2004年4月14日にローマで行われた。

## 受賞とノミネート一覧
太字が受賞者。

### 作品賞
- 輝ける青春 La meglio gioventù（監督：マルコ・トゥリオ・ジョルダーナ）
- 夜よ、こんにちは Biongiorno, notte（監督：マルコ・ベロッキオ）
- Che ne sarà di noi（監督：ジョヴァンニ・ヴェロネージ）
- ぼくは怖くない Io non ho paura（監督：ガブリエーレ・サルヴァトレス）
- 赤いアモーレ Non ti muovere（監督：セルジオ・カステッリット）

### 監督賞
- マルコ・トゥリオ・ジョルダーナ（『輝ける青春』）
- プーピ・アヴァーティ（『クリスマスの雪辱』）
- マルコ・ベロッキオ（『夜よ、こんにちは』）
- セルジオ・カステッリット（『赤いアモーレ』）
- マッテオ・ガッローネ（『Primo amore』）

### 新人監督賞
- サルヴァトーレ・メレウ（『スリー・ステップ・ダンス』[1]）
- アンドレア・マンニ（『Il fuggiasco』）
- フランチェスコ・パティエルノ（『Pater familias』）
- ピエロ・サンナ（『La destinazione』）
- マリア・ソーレ・トニャッツィ（『Passato prossimo』）

### 脚本賞
- サンドロ・ペトラリア、ステファノ・ルッリ（『輝ける青春』）
- マルコ・ベロッキオ（『夜よ、こんにちは』）
- フランチェスコ・ブルーニ、パオロ・ヴィルズィ（『カテリーナ、都会へ行く』[2]）
- ジョヴァンニ・ヴェロネージ、シルヴィオ・ムッチーノ（『Che ne sarà di noi』）
- マルガレート・マッツァンティーニ、セルジオ・カステリット（『赤いアモーレ』）

### プロデューサー賞
- アンジェロ・バルバガッロ（『輝ける青春』）
- ルイジ・ムジーニ 、ロベルト・チクット（Cinema11undici、Rai Cinema（『屏風の陰で歌いながら』）
- アウレリオ・デ・ラウレンティス（『Che ne sarà di noi』）
- リッカルド・トッツィ、ジョヴァンニ・スタビリーニ、マルコ・キメンツ（Cattleya、Medusa Film）（『赤いアモーレ』）
- ドメニコ・プロカッチ（『Primo amore』）

### 主演女優賞
- ペネロペ・クルス（『赤いアモーレ』）
- ミケーラ・チェスコン（『Primo amore』）
- リーチャ・マリエッタ（『アガタと嵐』[1]）
- ヴィオランテ・プラチド（『Che ne sarà di noi』）
- マヤ・サンサ（『夜よ、こんにちは』）

### 主演男優賞
- セルジオ・カステッリット（『赤いアモーレ』）
- ジュゼッペ・バッティストン（『アガタと嵐』）
- ルイジ・ロ・カーショ（『輝ける青春』）
- シルヴィオ・ムッチーノ（『Che ne sarà di noi』）
- カルロ・ヴェルドーネ（『L'amore è eterno finché dura』）

### 助演女優賞
- マルゲリータ・ブイ（『カテリーナ、都会へ行く』）
- アンナ・マリア・バルベーラ（『Il paradiso all'improvviso』）
- クラウディア・ジェリーニ （『赤いアモーレ』）
- ジャスミン・トリンカ（『輝ける青春』）
- ジゼルダ・ヴォローディ（『アガタと嵐』）

### 助演男優賞
- ロベルト・ヘルリッカ（『夜よ、こんにちは』）
- ディエゴ・アバタントゥオーノ（『ぼくは怖くない』）
- エリオ・ジェルマーノ（『Che ne sarà di noi』）
- ファブリツィオ・ジフーニ（『輝ける青春』）
- エミリオ・ソルフリッツィ（『アガタと嵐』）

### 撮影監督賞
- イタロ・ペトリッチョーネ（『ぼくは怖くない』）
- ダニロ・デジデーリ（『L'amore è eterno finché dura』）
- ファビオ・オルミ（『屏風の陰で歌いながら』）
- マルコ・オノラート（『Primo amore』）
- ファビオ・ザマリオン（『Che ne sarà di noi』）

### 作曲賞
- バンダ・オシリス（『Primo amore』）
- エツィオ・ボッソ（『ぼくは怖くない』）
- アンドレア・グエッラ（『Che ne sarà di noi』）
- リズ・オルトラーニ（『クリスマスの雪辱』）
- ジョヴァンニ・ヴェノスタ（『アガタと嵐』）

### 美術賞
- ルイジ・マルキオーネ（『屏風の陰で歌いながら』）
- パオラ・ビッツァ―リ（『アガタと嵐』）
- フランコ・チェラオーロ（『輝ける青春』）
- マルコ・デンティチ（『Che ne sarà di noi』）
- フランチェスコ・フリジェーリ（『赤いアモーレ』）

### 衣装デザイン賞
- フランチェスカ・サルトリ（『屏風の陰で歌いながら』）
- ジェンマ・マスカーニ（『Che ne sarà di noi』）
- エリザベッタ・モンタルド（『輝ける青春』）
- シルヴィア・ネビオロ（『アガタと嵐』）
- イザベラ・リッツァ（『赤いアモーレ』）

### 編集賞
- ロベルト・ミッシローリ（『輝ける青春』）
- フランチェスカ・カルヴェッリ（『夜よ、こんにちは』）
- クラウディオ・ディ・マウロ（『Che ne sarà di noi』）
- パトリツィオ・マローネ（『赤いアモーレ』）
- ヤコポ・クアドリ（『ドリーマーズ』）

### 録音賞
- フルジェンツィオ・チェッコン（『輝ける青春』）
- ガエターノ・カリート（『夜よ、こんにちは』）
- マリオ・イアクオーネ（『赤いアモーレ』）
- マウロ・ラッザロ（『ぼくは怖くない』）
- ミゲル・ポロ（『Che ne sarà di noi』）

### 特殊視覚効果賞
- Ubik Visual Effects、Boss Film（『屏風の陰で歌いながら』）
- Proxima（『アガタと嵐』）
- Digitrace Tech（ローマ）（『L'apetta Giulia e la Signora Vita』）
- セルジオ・スティヴァレッティ（『È già ieri』）
- LCD（フィレンツェ）（『Opopomoz』）
- Chinatown（『Totò Sapore e la magica storia della pizza』）

### 長編ドキュメンタリー賞
- Guerra（監督：ピッポ・デルボーノ）
- A scuola（監督：レオナルド・ディ・コスタンツォ）
- L'esplosione（監督：ジョヴァンニ・ピペルノ）
- Padre Pio express（監督：イラリア・フレッチャ）
- Segni particolari: appunti per un film sull'Emilia-Romagna（監督：ジュゼッペ・ベルトルッチ）
- L'uomo segreto（監督：ニーノ・ビッツァーリ）

### 短編映画賞
- Sole（監督：ミケーレ・カリージョ）
- Zinanà （監督： ピッポ・メッツァペーザ）
- Aspettando il treno（監督：キャサリン・マクギルブレイ）
- Interno 9（監督：ダヴィデ・デル・デガン）
- Un amore possibile（監督：アマンダ・サンドレッリ）

### EU映画賞
- ドッグヴィル（監督：ラース・フォン・トリアー）
- ローゼンシュトラッセ（監督：マルガレーテ・フォン・トロッタ）
- グッバイ、レーニン！（監督：ヴォルフガング・ベッカー）
- 月曜日にひなたぼっこ（監督：フェルナンド・レオン・デ・アラノア）
- 真珠の耳飾りの少女（監督：ピーター・ウェーバー）

### 外国映画賞
- みなさん、さようなら（監督：デニス・アルカンド）
- ビッグ・フィッシュ（監督：ティム・バートン）
- ロスト・イン・トランスレーション（監督：ソフィア・コッポラ）
- マスター・アンド・コマンダー-（監督：ピーター・ウィアー）
- ミスティック・リバー（監督：クリント・イーストウッド）

### ヤング・ダヴィッド賞
- ぼくは怖くない Io non ho paura（監督：ガブリエレ・サルヴァトーレス）

### ダヴィッド特別賞
- ゴッフレード・ロンバルド（ティタヌス創立100周年を記念して）
- スティーブン・スピルバーグ

### ゴールデン・プレート
- ピーター・フォーク